# 7
Glej tudi: število 7
7 (VII) je bilo navadno leto, ki se je po julijanskem koledarju začelo na soboto.

## Dogodki
- Ilirski upor proti Rimljanom.